# Sven-Olov Lawesson
Sven-Olov Lawesson (* 9. September 1926 in Bräcke; † 5. März 1988) war ein schwedischer Chemiker.
Lawesson studierte Chemie an der Universität Uppsala und wurde dort 1961 mit Studies on peroxy compounds with special reference to methods of introducing alkoxy- and benzoyloxy groups into organic molecules promoviert. Er lehrte und forschte überwiegend an der dänischen Universität Aarhus. Das Lawesson-Reagenz wurde nach ihm benannt.